# مسابقات قهرمانی روئینگ جهان ۲۰۲۳
مسابقات قهرمانی قایقرانی جهان 2023 از 3 تا 10 سپتامبر 2023 در بلگراد ، صربستان برگزار شد.    

## جدول مدال‌ها
*   کشور میزبان (صربستان)
| رتبه            | کشور                | طلا | نقره | برنز | مجموع |
| --------------- | ------------------- | --- | ---- | ---- | ----- |
| ۱               | هلند                | ۶   | ۳    | ۰    | ۹     |
| ۲               | بریتانیای کبیر      | ۶   | ۱    | ۲    | ۹     |
| ۳               | ایتالیا             | ۳   | ۴    | ۱    | ۸     |
| ۴               | اوکراین             | ۳   | ۰    | ۱    | ۴     |
| ۵               | رومانی              | ۲   | ۱    | ۲    | ۵     |
| ۶               | سوئیس               | ۲   | ۱    | ۰    | ۳     |
| ۷               | جمهوری ایرلند       | ۲   | ۰    | ۲    | ۴     |
| ۸               | آلمان               | ۱   | ۲    | ۲    | ۵     |
| ۹               | استرالیا            | ۱   | ۱    | ۳    | ۵     |
| ۱۰              | نروژ                | ۱   | ۰    | ۰    | ۱     |
| ۱۱              | ایالات متحده آمریکا | ۰   | ۵    | ۲    | ۷     |
| ۱۲              | نیوزیلند            | ۰   | ۱    | ۲    | ۳     |
| ۱۳              | فرانسه              | ۰   | ۱    | ۱    | ۲     |
| ۱۳              | چین                 | ۰   | ۱    | ۱    | ۲     |
| ۱۵              | لیتوانی             | ۰   | ۱    | ۰    | ۱     |
| ۱۵              | مجارستان            | ۰   | ۱    | ۰    | ۱     |
| ۱۵              | مکزیک               | ۰   | ۱    | ۰    | ۱     |
| ۱۵              | کرواسی              | ۰   | ۱    | ۰    | ۱     |
| ۱۹              | لهستان              | ۰   | ۰    | ۳    | ۳     |
| ۲۰              | مولدووا             | ۰   | ۰    | ۱    | ۱     |
| مجموع (۲۰ کشور) | مجموع (۲۰ کشور)     | ۲۷  | ۲۵   | ۲۳   | ۷۵    |